# Drosophila neobusckii
Drosophila neobusckii är en tvåvingeart som beskrevs av Masanori Joseph Toda 1986. Drosophila neobusckii ingår i släktet Drosophila och familjen daggflugor.
Artens utbredningsområde är Myanmar.